# Zoilo Domínguez
Zoilo Víctor Domínguez Rabuffetti (Santiago del Estero, 1º gennaio 1939 – 5 novembre 2020) è stato un cestista argentino.

## Carriera
Con l'Argentina disputò i Campionati mondiali del 1963.